# 政党そうぞう
政党そうぞう（せいとうそうぞう、英語: Political Group of Okinawa Revolution）は、日本の政治団体。かつては沖縄県の地域政党として活動していたが、2015年に所属議員全員が維新の党に合流して以降は党代表下地幹郎の個人的な政治団体となっている。

## 概要
衆議院議員・下地幹郎が代表を務め、沖縄県内の市町村議会議員らで構成されていた「政策集団そうぞう」を改組する形で2005年12月27日に設立。同日付で沖縄県選挙管理委員会に「政治団体そうぞう」として届け出た。2006年9月19日に再び組織の改変を行い、団体名を「政党そうぞう」に変更した。

## 歴史

### 前史
下地は2003年10月の国会解散時点では自由民主党所属の衆議院議員だったが、同党と公明党の選挙協力により沖縄県第1区での公認が得られず、第43回衆議院議員総選挙には無所属で立候補したが公明党の白保台一に敗れ落選した。下地は2004年沖縄県議会議員選挙では支持候補を擁立・支援し、勢力の立て直しを図ったが3勝3敗と伸び悩んだ。2004年6月19日には政策集団「そうぞう」を旗揚げし、下地の支援を受けた沖縄県議や市町村議ら90人が入会した。
その後、下地は2005年9月の第44回衆議院議員総選挙では民主党や沖縄社会大衆党を始めとする革新勢力の協力も取り付けて白保に勝利し、衆議院議員に復帰した。

### 結成
2005年12月27日に政策集団を改組する形で「政治団体そうぞう」として政治団体の届出を行った。
最盛期の2006年5月には地方議員を中心に約60名が所属しており、那覇市・浦添市・宜野湾市・名護市・宮古島市などで会派が結成された。
2006年11月の沖縄県知事選挙では、民主党沖縄県連代表の喜納昌吉などが下地の立候補を打診したが、沖縄社会大衆党の糸数慶子擁立が濃厚となったため、出馬を断念。糸数支援の条件として、日米安保条約堅持などの協定を求めたが、革新勢力からの反発は強く折り合わなかった。その結果、糸数の推薦を見送り、より弱い「支持」を表明した。
2007年4月22日の参議院議員補欠選挙（参議院議員であった糸数の辞職による）では、野党統一候補の狩俣吉正から支援の申し入れを受けた。しかし、日本共産党が狩俣との政策協定で日米安保条約反対を約束させたことに反発。「勝たせたい候補としては狩俣氏で全会一致」と評価しつつも、党としては自主投票を決定した。

### 国民新党との連携
2007年5月8日、衆議院で国民新党と院内会派（統一会派）「国民新党・そうぞう・無所属の会」を組んだ。
同年7月29日の第21回参議院議員通常選挙でも、沖縄県選挙区では元職・糸数の推薦を見送り自主投票とする一方、そうぞうを離党し国民新党公認で比例区に出馬した前代表代行の沖縄県議会議員・呉屋宏に対する支援を中心に活動した。なお、国民新党は沖縄県内に強い布陣を敷いているそうぞうと連携することで、参院選での比例票を伸ばすことも期待した。結果、国民新党は沖縄県内で50,073票（得票率8.42%。そのうち、呉屋の個人票は42,761票）を獲得し、一定の成果を上げた。しかし、呉屋は10名中5位（当選1名）に終わり、議席には届かなかった。
沖縄県議会では、2008年6月8日の沖縄県議会議員選挙直前まで民主党と統一会派「維新の会」を結成していた。県議選に際しては仲井眞弘多知事の政治姿勢に対して「中立」を宣言、那覇市で現職の當間盛夫を公認し2004年よりも得票を伸ばして当選。他の選挙区では主に民主党や沖縄社会大衆党と共同で野党系無所属候補を推薦し2名が当選、与野党逆転に一定の貢献を果たした。しかし、改選前の定数1から定数4へ勢力を拡大した民主党と統一会派結成について折り合いが付かず、推薦した無所属議員2名と新会派「改革の会」を結成。統一会派の扱いに関しては県議会招集後に改めて民主党と協議することとなった。
2008年8月11日、党新代表に沖縄県議会議員の當間盛夫が就任。下地は顧問に就任したが、同年9月13日、政権交代に向けてそうぞうを離党し国民新党に入党した（同年9月16日には衆議院会派名が「国民新党・無所属の会」に変更された）。
2012年6月10日の沖縄県議会議員選挙では當間が再選し県議会における議席を維持した。
同年8月11日、下地は沖縄県那覇市で記者会見をして、政党そうぞうの代表に復帰したことを明らかにした。一方で次期総選挙では国民新党公認として立候補する方針に変わらないことも表明した。そして、下地は同年12月16日の第46回衆議院議員総選挙に立候補したが、落選した。

### 大阪維新の会などとの連携
2013年5月1日、大阪維新の会と政策協定を締結した。その協定には米軍普天間飛行場の辺野古移設推進、日米地位協定の改定促進、道州制推進、憲法改正などが盛り込まれた。
同年7月21日、最高顧問の儀間光男前浦添市長が、第23回参議院議員通常選挙で日本維新の会公認で比例区から出馬し、当選した。
2014年7月25日、拡大役員会で代表の下地幹郎が代表を辞任、離党したうえで無所属で沖縄県知事選挙へ出馬する方針を表明、受理され、31日正式に出馬発表を行った。そうぞうの党運営については、当面の間代表代行の當間盛夫が代行で務めた。
同年11月16日の沖縄県知事選挙の結果、下地は普天間基地移設問題で辺野古移設に反対する翁長雄志に敗れ、3位で落選した。その後、下地は「辺野古移設反対派の知事を選んだ県民の民意は重く受け止めなければならないが、『オール沖縄』勢力は反対を訴えるだけで対案を示していない」としてオール沖縄には参加せず、そうぞうとして対案を検討・提示する考えを示した。

### 維新への合流
2015年3月19日、党に所属する県議および市町村議員全員が離党して維新の党に入党すること、知事選前に離党し落選後の第47回衆議院議員総選挙で国政復帰した下地が代表に就任することを発表した。なお、維新の党分裂後、そうぞう出身の下地・儀間ら2名の国会議員はおおさか維新の会に参加し、翌年の沖縄県議会議員選挙では元代表で現職の當間、元政調会長で新人の大城憲幸ら2名がおおさか維新の会公認で当選した。
2016年6月29日、沖縄県経済団体会議の國場幸一議長、おきなわ維新の会（おおさか維新の会沖縄県総支部）の儀間光男代表、政党そうぞうの下地幹郎代表の三者間で政策覚書が調印された。具体的には、日米地位協定改定、教育・奨学金の支援制度の新設、米軍普天間飛行場の5年以内の閉鎖状態のための鹿児島県馬毛島での訓練施設建設、USJ誘致などが盛り込まれ、政策実現に向けて第24回参議院議員通常選挙の沖縄県選挙区（改選数1）では現職の島尻安伊子（自民党公認、公明党推薦）を推薦することも決定された。しかし、普天間飛行場の早期閉鎖のための方策（馬毛島案）が重ならなかったこともあって選挙協力は不調に終わり、島尻は「オール沖縄」が擁立した無所属新人の伊波洋一に敗れ落選した。

### 維新からの離脱
2020年1月、下地がIR汚職事件で贈賄の疑いが持たれている中国企業から現金を受領したことから日本維新の会を除名された。これを受け元そうぞう代表の當間ら維新県総支部に所属する地方議員全員が離党する意向を表明し、1月31日に離党届を提出。また、新政策集団を設立する考えも示した。党所属議員が居なくなったことから、日本維新の会沖縄県総支部は解散する見通しとなり、県議会会派の名称も「維新の会」から「無所属の会」に変更された。
2020年沖縄県議会議員選挙では無所属の会の現職2人が再選したほか、元そうぞう幹事長の呉屋宏が返り咲いた。選挙後呉屋は自由民主党に入党した。
2021年の第49回衆議院議員総選挙では、沖縄県第1区に下地幹郎が無所属で立候補したが落選している。

### 系列議員の維新への復党
2023年9月6日、維新の藤田文武幹事長は下地の除名処分を事実上撤回したと発表した。藤田は「下地氏がその後、沖縄での党勢拡大に、陰に陽に貢献してきたことを評価し、除名処分は撤回する。処分したことを取り消すのではなく、今後の効力をなくす」「除名にした判断に瑕疵はなかったが、その後の本人の貢献などを踏まえ一定の名誉回復をした」と説明。これを受け同年10月16日には下地に近い10人の沖縄県内の地方議員が維新に入党・復党すると発表。一方で下地自身の復党については否定した。
11月1日、沖縄県議会のそうぞう系会派「無所属の会」（當間盛夫、大城憲幸の2名）に赤嶺昇県議会議長が合流し、名称も「維新・無所属の会」に変更した。當間と赤嶺の維新入党（當間は復党）に伴うもので、玉城デニー県政に対しては引き続き中立の立場を取るとしている。
2023年11月20日、名称を「無所属創造」に改称。

## 党勢の推移

### 衆議院
| 選挙         | 当選/候補者 | 定数 | 備考                   |
| ------------ | ----------- | ---- | ---------------------- |
| （結党時）   | 1/-         | 480  | 国民新党へ移籍-1       |
| 第45回総選挙 | -/0         | 480  | 復党+1                 |
| 第46回総選挙 | 0/1         | 480  | 国民新党公認で出馬     |
| 第47回総選挙 | -/0         | 475  | 復党+1                 |
| 第48回総選挙 | 1/1         | 465  | 日本維新の会公認で出馬 |
| 第49回総選挙 | 0/1         | 465  | 無所属で出馬           |

### 参議院
| 選挙           | 当選/候補者 | 非改選 | 定数 | 備考                                     |
| -------------- | ----------- | ------ | ---- | ---------------------------------------- |
| （結党時）     | 0/-         | -      | 242  |                                          |
| 第21回通常選挙 | -/0         | 0      | 242  | 国民新党へ移籍して出馬1、当選0           |
| 第22回通常選挙 | -/0         | 0      | 242  |                                          |
| 第23回通常選挙 | 1/1         | 0      | 242  | 日本維新の会公認で出馬、維新の党へ移籍-1 |
| 第24回通常選挙 | -/0         | 0      | 242  |                                          |

- 当選者に追加公認は含まず。追加公認には会派に加わった無所属を含む。
- 追加公認は 2 国会議員会派別議員数の推移（召集日ベース）（衆議院、2000年〜2006年）、(2) 参議院（2000年〜2006年）にある、選挙直後の国会召集日の会派所属者数から判断した。

## 歴代の党役員
| 代表     | 代表代行 | 幹事長   | 総務会長 | 政調会長 | 就任年月   |
| -------- | -------- | -------- | -------- | -------- | ---------- |
| 下地幹郎 | 呉屋宏   | 前川朝平 | 玉城仁章 | 當間盛夫 | 2005年12月 |
| 下地幹郎 | （空席） | 前川朝平 | 玉城仁章 | 當間盛夫 | 2007年5月  |
| 當間盛夫 | 下地恵典 | 中村正人 | （空席） | 大城憲幸 | 2008年8月  |
| 下地幹郎 | 當間盛夫 | 呉屋宏   | 中村正人 | 大城憲幸 | 2012年8月  |
| （空席） | 當間盛夫 | 呉屋宏   |          | 大城憲幸 | 2014年7月  |
| 下地幹郎 |          |          |          |          | 2015年4月  |